# Peucedanum lhasense
Peucedanum lhasense är en flockblommig växtart som beskrevs av Charles Baron Clarke och H.Wolff. Peucedanum lhasense ingår i släktet siljor, och familjen flockblommiga växter. Inga underarter finns listade i Catalogue of Life.